# Шестой выпуск стандартных марок СССР

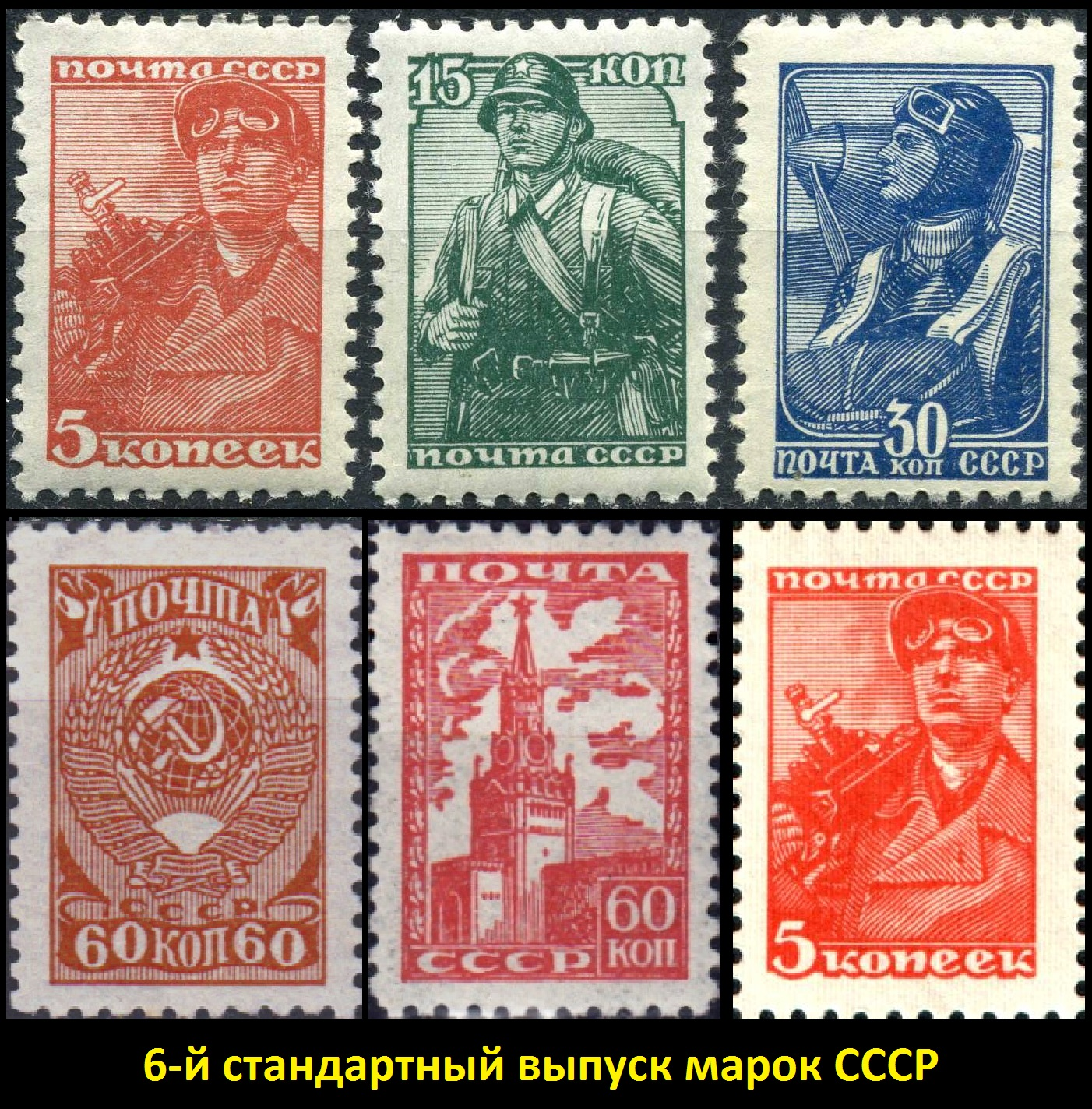
Марки шестого стандартного выпуска СССР

Почто́вые ма́рки шесто́й станда́ртной се́рии СССР (1939—1956)  (ЦФА [АО «Марка»] № 693—701) поступали в обращение с августа 1939 по декабрь 1956 года.
В августе 1939 года в обращение поступили марки шестого стандартного выпуска, который издавался до декабря 1956 года.
Первая эмиссия шестого стандартного выпуска началась в августе 1939 и продолжалась до марта 1940 года. На трёх миниатюрах номиналами в 5, 15 и 30 копеек художник В. Сидельников изобразил шахтёра, красноармейца и лётчика (идентичных изображённым на банкнотах в 1, 3 и 5 рублей серии 1938 года). В марте 1943 года серию дополнили маркой номиналом в 60 копеек с изображением Герба СССР, автором которой также был В. Сидельников. Первый тираж печатался типографским способом на простой бумаге, с зубцами. Марки в 15 и 30 копеек известны также без зубцов.
В сентябре 1946 года была переиздана марка номиналом в 30 копеек (лётчик). Её отпечатали литографским способом. В сентябре 1947 года марки номиналами в 15 (советский солдат) и 30 копеек (лётчик) отпечатали офсетом. В декабре того же года была выпущена миниатюра номиналом в 60 копеек с новым рисунком — Спасской башней Кремля. Отпечатана она была типографским способом. В декабре 1956 года переиздали марку номиналом в 5 копеек (шахтёр), отпечатав её офсетом.
Марки шестого стандартного выпуска переиздавались практически ежегодно до 1960 года, на разной по толщине, цвету и качеству бумаге, в различных оттенках цвета и с систематически повторяющимися графическими отклонениями. Значительное количество марок этого выпуска, особенно в годы войны, попало в обращение с дефектами.
Порядок следования элементов в таблице соответствует номеру по каталогу марок СССР (ЦФА), в скобках приведены номера по каталогу «Михель».
| № по каталогу                          | Изображение | Описание и источники                               | Номинал, руб. | Дата выпуска       | Тираж    | Художник                                       |
| -------------------------------------- | ----------- | -------------------------------------------------- | ------------- | ------------------ | -------- | ---------------------------------------------- |
| (ЦФА [АО «Марка»] № 693) (Mi #676IA)   |             | Шахтёр, кирпично-красная (15×22,5 мм).             | 0,05          | август 1939 года   | массовый | В. Сидельников и коллектив художников Гознака. |
| (ЦФА [АО «Марка»] № 694) (Mi #679IA)   |             | Красноармеец, тёмно-зелёная.                       | 0,15          | сентябрь 1939 года | массовый | В. Сидельников и коллектив художников Гознака. |
| (ЦФА [АО «Марка»] № 695) (Mi #682IA)   |             | Лётчик, тёмно-синяя.                               | 0,30          | август 1939 года   | массовый | В. Сидельников и коллектив художников Гознака. |
| (ЦФА [АО «Марка»] № 696) (Mi #855)     |             | Герб СССР, красновато-коричневая.                  | 0,60          | 15 марта 1943 года | массовый | В. Сидельников и коллектив художников Гознака. |
| (ЦФА [АО «Марка»] № 697) (Mi #682IIIA) |             | Лётчик, синяя.                                     | 0,30          | сентябрь 1946 года | массовый | В. Сидельников и коллектив художников Гознака. |
| (ЦФА [АО «Марка»] № 698) (Mi #679IIA)  |             | Красноармеец, зелёная.                             | 0,15          | сентябрь 1947 года | массовый | В. Сидельников и коллектив художников Гознака. |
| (ЦФА [АО «Марка»] № 699) (Mi #682IIA)  |             | Лётчик, ультрамариновая.                           | 0,30          | сентябрь 1947 года | массовый | В. Сидельников и коллектив художников Гознака. |
| (ЦФА [АО «Марка»] № 700) (Mi #1244)    |             | Спасская башня Московского Кремля, светло-красная. | 0,60          | декабрь 1947 года  | массовый | В. Сидельников и коллектив художников Гознака. |
| (ЦФА [АО «Марка»] № 701) (Mi #676IIA)  |             | Шахтёр, красная (14,2×21,5 мм).                    | 0,05          | декабрь 1956 года  | массовый | В. Сидельников и коллектив художников Гознака. |

## Фальсификации
Выпуск любых фальсификатов преследует определённые цели. В случае почтовых марок фальсификатор наиболее часто преследует две цели: обман почты и обман коллекционеров. Марки для обмана почты активно изготовлялись в начале прошлого (XX века) с целью их использования в почтовом обращении. Такие фальсификаты были довольно широко распространены и наносили огромный ущерб государственной почте. Некоторые подделки изготавливались на профессиональном оборудовании за рубежом и нелегально провозились через границу. По мере совершенствования полиграфических технологий и степени защиты знаков почтовой оплаты от подделок этот вид фальсификации практически полностью прекратился, в том числе и в силу финансовой нецелесообразности. Основная масса подделок изготовлена для обмана коллекционеров. Чаще всего такого рода фальсификаты имитируют редко встречающиеся экземпляры и их разновидности: опечатки, редкие комбинации зубцовок, оттенки цвета и сорта бумаги. Однако встречаются подделки и менее популярных (более дешёвых) марок, изготовленных в расчёте на отсутствие экспертизы подобного филателистического материала.
Для ранних выпусков почтовых марок СССР зубцовка не регламентировалась, и марки в пределах одного выпуска перфорировались по разной технологии. Тиражи почтовых марок с разными разновидностями зубцовки очень часто значительно отличались, что обусловило бо́льшую редкость одного из видов зубцовки и в результате более высокую рыночную стоимость подобной разновидности. Этим обстоятельством умело пользовались фальсификаторы, которые добивали редкую разновидность зубцовки на обычной марке. В ряде случаев такие марки легко отличить от подлинных, ибо у них меньшее расстояние между противоположными (параллельными) рядами зубцов (достаточно наложить такую марку на подлинную с обычной зубцовкой, и её размеры окажутся меньше оригинальной). Также на подделках могут оставаться следы прежней зубцовки. В случае, когда однотипные марки официально выпускались с разновидностями по зубцовке и в беззубцовом варианте, фальсификат можно отличить по структуре и форме отверстий проколов при большом увеличении. Тем не менее, в большинстве случаев требуется квалифицированная экспертиза. Распространены подделки почтовых марок с редкими разновидностями зубцовки, которые изготавливают из беззубцовых типографских марок того же дизайна и номинала. При этом экспертиза такого рода подделок крайне затруднена. Кроме того, встречаются фальсификации иного рода, когда из перфорированного выпуска изготавливается редкая (дорогая) разновидность беззубцовой марки. Распознать такого рода фальсификацию относительно не сложно, ибо официально выпущенные беззубцовыми марки обладают широкими полями. Марки четвёртого стандартного выпуска номиналом в 10 копеек фальсифицировали из зубцовых экземпляров, на которые поверх существующей зубцовки наносилась фальшивая перфорация. Обнаружить такую подделку несложно. Достаточно сравнить подозрительную марку с оригинальной, имеющей подлинную зубцовку, либо внимательно проверить точность и форму зубцов и отверстий. При возникновении подозрения, что новая зубцовка нанесена поверх существующей, следует тщательно измерить марку. В 1957 году получили известность так называемые «уменьшенные марки» — фальсификации размеров знака почтовой оплаты подверглась марка номиналом в 5 копеек (шахтёр) шестого выпуска стандартных марок СССР, которая официально имела только две разновидности:  (ЦФА [АО «Марка»] № 693) — кирпично-красная, размер рисунка 15×22,5 мм, типографская печать на простой бумаге без водяного знака, перфорирована: комбинированная гребенчатая зубцовка 12:12½ (на каждые 2 сантиметра края марки приходится 12:12½ зубцов), дата начала эмиссии 1939 год и  (ЦФА [АО «Марка»] № 701) — красная, размер рисунка 14,2×21,5 мм, офсетная печать на простой бумаге, перфорирована: комбинированная гребенчатая зубцовка 12:12½. Отличается от марки  (ЦФА [АО «Марка»] № 693) не только уменьшенным размером рисунка, но и наличием белого кольца на ручке отбойного молотка около мизинца шахтёра, дата начала эмиссии 1956 год. Фальсификаторы подвергли обычные марки мерсеризации (способу усадки тканей, применяемому в текстильной промышленности), в результате чего получили марки уменьшенного размера, которые предлагали коллекционерам в качестве «проектов», «эссе», либо официально изданных новых разновидностей марки номиналом 5 копеек (шахтёр). Таким образом, уменьшенные в размерах до 13,5×18,5 мм марки попали к коллекционерам. Распознать такую фальсификацию довольно просто: в процессе усадки (мерсеризации) помимо уменьшения общей площади почтовой марки меняется и перфорация, которая у фальсификатов стала 13:14 (на каждые 2 сантиметра края марки приходится 13:14 зубцов) вместо 12:12½ подлинных. Кроме того, после процедуры мерсеризации марки, как правило, теряют клей.

## Комментарии
1. 1 2 3 4 5 6 7  В каталоге Стандарт-коллекции под редакцией Загорского название рисунка — «парашютист»[3].
2. ↑  Ниже приведён перечень стандартных марок (с возможностью сортировки по номиналу, тиражу и дате введения в обращение).
3. ↑  Шахтёр, кирпично-красная. Размер рисунка 15×22,5 мм. Печать типографская на простой бумаге без водяного знака, перфорирована: комбинированная гребенчатая зубцовка 12:12½ (на каждые 2 сантиметра края марки приходится 12:12½ зубцов). В марочных листах по 100 (10×10) марок[4][5][8].
4. ↑  Красноармеец, тёмно-зелёная. Печать типографская на простой бумаге без водяного знака, перфорирована: комбинированная гребенчатая зубцовка 12:12½ (на каждые 2 сантиметра края марки приходится 12:12½ зубцов). В марочных листах по 100 (10×10) марок[4][5][8].
5. ↑  Лётчик[Комм 1], тёмно-синяя. Печать типографская на простой бумаге без водяного знака, перфорирована: комбинированная гребенчатая зубцовка 12:12½ (на каждые 2 сантиметра края марки приходится 12:12½ зубцов). В марочных листах по 100 (10×10) марок[4][5][8].
6. ↑  Герб СССР, красновато-коричневая. Печать типографская на простой бумаге без водяного знака, перфорирована: комбинированная гребенчатая зубцовка 12:12½ (на каждые 2 сантиметра края марки приходится 12:12½ зубцов). Разновидность  (ЦФА [АО «Марка»] № 696А)  (Mi #855) на плотной бумаге. В марочных листах по 100 (10×10) марок[4][5][10].
7. ↑  Лётчик[Комм 1], синяя. Литография на простой бумаге без водяного знака, перфорирована: комбинированная гребенчатая зубцовка 12:12½ (на каждые 2 сантиметра края марки приходится 12:12½ зубцов). Отличается от марки  (ЦФА [АО «Марка»] № 695), отпечатанной типографским способом, отсутствием вдавленности рисунка, белым пятном на лице за глазницей, штриховкой воротника и другими деталями. В марочных листах по 100 (10×10) марок[4][5][12].
8. ↑  Красноармеец, зелёная. Офсетная печать на простой бумаге без водяного знака, перфорирована: комбинированная гребенчатая зубцовка 12:12½ (на каждые 2 сантиметра края марки приходится 12:12½ зубцов). Разновидность  (ЦФА [АО «Марка»] № 698А)  (Mi #679IIC) с линейной зубцовкой 12½. В марочных листах по 100 (10×10) марок[4][5][8].
9. ↑  Лётчик[Комм 1], ультрамариновая. Офсетная печать на простой бумаге без водяного знака, перфорирована: комбинированная гребенчатая зубцовка 12:12½ (на каждые 2 сантиметра края марки приходится 12:12½ зубцов). Разновидность  (ЦФА [АО «Марка»] № 699А)  (Mi #682IIC) с линейной зубцовкой 12½. В марочных листах по 100 (10×10) марок[4][5][8].
10. ↑  Спасская башня Московского Кремля, светло-красная. Типографская печать на простой бумаге без водяного знака, перфорирована: линейная зубцовка 12½ (на каждые 2 сантиметра края марки приходится 12½ зубцов). В марочных листах по 100 (10×10) марок[4][5][13].
11. ↑  Шахтёр, красная. Размер рисунка 14,2×21,5 мм. Офсетная печать на простой бумаге без водяного знака, перфорирована: комбинированная гребенчатая зубцовка 12:12½ (на каждые 2 сантиметра края марки приходится 12:12½ зубцов). Отличается от марки  (ЦФА [АО «Марка»] № 693) не только уменьшенным размером рисунка, но и наличием белого кольца на ручке отбойного молотка около мизинца шахтёра. В марочных листах по 100 (10×10) марок[4][5][8].